# 川口ゆりな
川口 ゆりな （1999年6月19日 - ）は、日本のタレント、歌手、ファッションモデル、女優。宮崎県宮崎市出身。オスカープロモーション所属。

## 来歴
1999年6月19日、宮崎県宮崎市に生まれる。
2014年、現在の所属事務所であるオスカープロモーションが主催した、第14回全日本国民的美少女コンテストにて演技部門賞を受賞。
2016年〜2018年、第13回・14回 全日本国民的美少女コンテストのファイナリストで構成されたアイドルグループX21のメンバーとして活動。
2021年、韓国のオーディション番組「Girls Planet 999」に出演。最終回に14位で脱落し、惜しくもkep1erのメンバーには選ばれなかった。
2022年2月、日本のファッション誌「MORE」の専属モデルに任命。3月21日には配信シングル「Look at me」でソロデビューをした。
6月20日、配信2ndシングル「Cherish」を配信。7月20日には1stCDシングルとして発売。

## 人物
- 同じGirls Planet 999参加者である久保玲奈とは高校の同級生である。
- 国籍を問わず社交性や親交力がある。Girls Planet 999でファイナル進出した中国からの練習生、スー・ルイチーやフー・ヤーニン、ファン・シンチャオ等が帰国後に川口ゆりなの事についてWeiboのライブで度々言及していた。

- Girls Planet 999から帰国後に歌手としてソロデビューを果たした。

## 作品

### ソロ楽曲
| リリース日                  | タイトル         | 形態     |
| --------------------------- | ---------------- | -------- |
| 2022年3月21日               | Look At Me       | 配信     |
| 2022年6月20日 2022年7月20日 | Cherish          | 配信、CD |
| 2023年3月21日               | 花束             | 配信     |
| 2023年7月26日               | C.O.S.M.I.C Love | 配信     |

### 参加楽曲
| リリース日    | タイトル                                 | 参加楽曲 | 形態 |
| ------------- | ---------------------------------------- | -------- | ---- |
| 2021年7月6日  | Girls Planet 999 - O.O.O(Over&Over&Over) | 全曲     | 配信 |
| 2021年10月8日 | Girls Planet 999 - Creation Mission      | Utopia   | 配信 |

## 出演

### ラジオ
- Kiss & Ride（2022年6月27日、FM ヨコハマ）[5]
- カメレオンパーティー（2022年7月3日、FM NACK5）[6]
- STEP ONE（2022年7月5日、J-WAVE）[7]
- キラスタ（2022年7月6日、FM NACK5）[8]

### テレビドラマ
- バイプレイヤーズ〜もしも名脇役がテレ東朝ドラで無人島生活したら〜 第4話（2018年2月28日、テレビ東京） - 本人[注 1] 役
- グッド・ドクター 第8話（2018年8月30日、フジテレビ） - カラオケボックスの女子中学生 役
- リーガルV〜元弁護士・小鳥遊翔子〜 第8話（2018年12月6日、テレビ朝日） - ホストクラブの女性客 役
- ひなたの佐和ちゃん、波に乗る!（2019年9月11日、NHK） - 疋田晴海 役
- #who am I（2023年3月8日 - 22日、フジテレビ） - 佐山カンナ 役[9]

### 配信ドラマ
- BACK TO THE STORIES（2025年7月1日 - 、FOD SHORT）[10]

### 映画
- カーリングの神様（2024年11月8日、ラビットハウス） - 曽根原舞 役[11]

### 番組
| 放送年度 | タイトル                                      | 放送局                  | 備考                     | 参考   |
| -------- | --------------------------------------------- | ----------------------- | ------------------------ | ------ |
| 2019年   | もっと伝わる!即レス英会話                     | NHK                     | - ミク役として出演       | [ 12 ] |
| 2019年   | ディズニー365                                 | ディズニーチャンネル XD | - MCとして出演           | [ 13 ] |
| 2020年   | 江連っ寸                                      | GOLF NETWORK            | - アシスタントとして出演 | [ 14 ] |
| 2021年   | 東京プラネタリウム〜七夕 恋をかなえる星月夜〜 | NHK BS8K                |                          | [ 15 ] |
| 2021年   | Girls Planet 999                              | Mnet                    |                          |        |
| 2022年   | U-doki                                        | テレビ宮崎              |                          | [ 16 ] |
| 2022年   | プレミア MelodiX!                             | テレビ東京              |                          | [ 17 ] |

### ファッションショー
- 東京ガールズコレクション
  - 第37回 マイナビ 東京ガールズコレクション 2023 AUTUMN／WINTER（2023年9月2日、さいたまスーパーアリーナ）[18]
  - CREATEs presents TGC KITAKYUSHU 2023 by TOKYO GIRLS COLLECTION（2023年10月7日、西日本総合展示場新館）[19]
  - TGC MATSUYAMA 2024 by TOKYO GIRLS COLLECTION（2024年7月13日、愛媛県武道館）[20]
- Rakuten GirlsAward 2023 AUTUMN/WINTER（2023年9月30日、幕張メッセ）[21]

### 舞台
- ミュージカル「梨泰院クラス」（2025年6月9日 - 30日、東京建物 Brillia HALL / 7月6日 - 11日、箕面市立文化芸能劇場大ホール / 7月18日 - 21日、アイプラザ豊橋） - オ・スア 役[22][23]